# Передгірковий парк (зупинний пункт)
Передгірковий парк — пасажирський залізничний зупинний пункт Полтавської дирекції Південної залізниці на електрифікованій лінії Полтава-Південна — Кременчук між блокпостом 252 км (2,6 км) та станцією Кременчук (4,4 км). Розташований в межах міста Кременчук Полтавської області.

## Пасажирське сполучення
На платформі Передгірковий парк зупиняються приміські поїзди (лише у напрямку Полтави-Південної) сполученням Кременчук — Кобеляки / Полтава. Також від платформи двічі на добу курсують приміські поїзди до станції Павлиш.